# Батлер Тауншип (округ Лузерн, Пенсільванія)
Батлер Тауншип (англ. Butler Township) — селище (англ. township) в США, в окрузі Лузерн штату Пенсільванія. Населення — 9485 осіб (2020).

## Демографія
Згідно з переписом 2010 року, у селищі мешкала 9221 особа в 3497 домогосподарствах у складі 2474 родин. Було 3864 помешкання
Расовий склад населення:
| - 92,1 % — білих - 4,5 % — чорних або афроамериканців - 1,1 % — азіатів - 0,2 % — корінних американців - 1,1 % — осіб інших рас |

До двох чи більше рас належало 1,0 %. Частка іспаномовних становила 2,9 % від усіх жителів.
За віковим діапазоном населення розподілялося таким чином: 20,0 % — особи молодші 18 років, 63,5 % — особи у віці 18—64 років, 16,5 % — особи у віці 65 років та старші. Медіана віку мешканця становила 43,0 року. На 100 осіб жіночої статі у селищі припадало 99,8 чоловіків;  на 100 жінок у віці від 18 років та старших — 97,5 чоловіків також старших 18 років.
Середній дохід на одне домашнє господарство  становив 78 354 долари США (медіана — 71 648), а середній дохід на одну сім'ю — 85 206 доларів (медіана — 83 039). Медіана доходів становила 51 465 доларів для чоловіків та 44 229 доларів для жінок. За межею бідності перебувало 12,7 % осіб, у тому числі 16,7 % дітей у віці до 18 років та 2,6 % осіб у віці 65 років та старших.
Цивільне працевлаштоване населення становило 4994 особи. Основні галузі зайнятості: освіта, охорона здоров'я та соціальна допомога — 27,8 %, виробництво — 18,3 %, роздрібна торгівля — 14,9 %.